# Flughafen Grant County (New Mexico)

i8
i11
i13
Der Grant County Airport (IATA-Code: SVC, ICAO-Code: KSVC) ist ein öffentlicher Flughafen, 19 km südöstlich von Silver City im Grant County, New Mexico in den Vereinigten Staaten.

## Flughafendaten
Er hat eine Asphaltpiste mit 2073 m Länge und 30 m Breite und drei Pisten ohne Belag mit folgenden Maßen: 1668 m Länge und 23 m Breite, 1425 m Länge und 23 m Breite sowie 1383 m und 24 m Breite. Die Fläche des Flughafens beträgt 299 ha. Die Seehöhe beträgt 1660 m.

## Geschichte
Der Grant County Airport ist ein Verkehrsflughafen im Südwesten von New Mexico. Die Anlage wurde am 30. November 1951 eröffnet.
Silver City war Zwischenstopp auf der Strecke El Paso – Phoenix, die ab 1953 von Frontier Airlines mit Douglas DC-3 beflogen wurde. Im Jahr 1955 wurde die Route zu Silver City – Phoenix – Albuquerque geändert.
Zu Anfang der 1960er Jahre flog man mit Convair CV-580 Albuquerque – Silver City – Salford – Tucson – Phoenix. Frontier beendete 1979 alle Flüge nach Silver City.

## Essential Air Service
Zia Airlines flog mit einer Cessna 421 Golden Eagle von 1976 bis 1980 nach Albuquerque und Las Cruces; ab 1978 im Rahmen des Essential Air Service (EAS).
Airways of New Mexico flog 1980 mit einer Piper PA-28 Cherokee von Silver City nach El Paso. Die Fluggesellschaft hatte sich auch um den EAS-Vertrag für Albuquerque beworben, der Zuschlag ging jedoch an Air Midwest. Air Midwest sprang ein, um Silver City zu bedienen, und übernahm nach dem Scheitern von Zia Airlines den EAS-Vertrag für Flüge nach Albuquerque. Der Dienst wurde vom 4. August 1980 bis zum 31. März 1985 durchgeführt und die Fluggesellschaft flog Swearingen Metroliner II. Dann übernahm Mesa Airlines mit Beechcraft Model 99, später Beechcraft 1900 und führte diese Flüge bis 2005 durch.
Great Lakes Airlines nahm am 3. April 2005 den Flugbetrieb von Silver City nach Albuquerque mit Beechcraft 1900D-Flugzeugen auf. Ende 2012 kamen neue Flüge nach Phoenix hinzu, die Albuquerque-Flüge wurden jedoch kurze Zeit später eingestellt. Nach fast zehn Jahren endete der gesamte Dienst Ende 2014. Boutique Air erhielt daraufhin den EAS-Auftrag und begann im Januar 2015 mit Pilatus PC-12-Flugzeugen Flüge nach Albuquerque, später auch Phoenix.
Advanced Air setzte die EAS-Flüge ab Januar 2019 mit Beechcraft King Air 350 bis heute (2023) fort.

## Frachtflüge
Der Flughafen Silver City-Grant County wird auch von der Luftfrachtgesellschaft South Aero angeflogen, die seit 2019 einen Zubringerdienst für UPS Airlines anbietet und verschiedene kleine Cessna-Flugzeuge einsetzt. Zuvor bot Ameriflight diesen Dienst bis 2019 an.

## Flugbetrieb
Im Jahre 2022 wurden 6.535 Passagiere befördert. Im  Jahr 2021 fanden 11.178 Flugbewegungen statt, davon 3.052 lokale Bewegungen, 4.578 Zwischenlandungen, 3.048 Air-Taxi-Flüge, 1.249 Frachtflüge und 500 militärische Flüge statt. In diesem Jahr waren hier 25 einmotorige und 4 zweimotorige Flugzeuge stationiert.
Der Grant County Airport bedient bei Bedarf auch große Löschflugzeuge wie die McDonell Douglas MD-87, die von Erickson Aero Tanker geflogen wird.